# Baila Ella Records
Baila Ella Records, także BE Records – polska wytwórnia płytowa mająca swoją siedzibę w Warszawie. Założycielką firmy w roku 2022 była Sara Sudoł. W składzie zarządu zasiada Sara Sudoł oraz Tamara Natasza Cibor.
Dla wytwórni nagrywa m.in. Young Leosia, bambi, zuziula i Olinda.

## Historia
BE Records, dynamicznie rozwijająca się wytwórnia założona przez Young Leosię, kontynuuje wzrost na polskim rynku muzycznym, dostarczając swoim artystom platformę do twórczej ekspresji i odnoszenia sukcesów. Założycielka, po zakończeniu współpracy z wytwórnią „Internaziomale” w 2022 roku, utworzyła Baila Ella Records, rozpoczynając działalność wytwórni wydaniem singla „Crowd” 25 listopada tego samego roku. Było to pierwsze z wielu znaczących wydarzeń w historii BE Records, które szybko zdobywały uznanie na scenie muzycznej.
Rok 2023 przyniósł nowe twarze i jeszcze większe osiągnięcia. Do szeregów BE Records dołączyła Michalina Włodarczyk, znana szerzej jako bambi, która zadebiutowała w wytwórni singlem „IRL”. Utwór zdobył ogromną popularność, a na dzień 29 września 2024 roku uzyskał status podwójnej platynowej płyty.
Kolejnym kamieniem milowym dla BE Records było wydanie pierwszego pełnoprawnego albumu wytwórni – „in real life” autorstwa bambi, który miał swoją premierę 17 listopada 2023 roku. Album zdobył uznanie zarówno fanów, jak i krytyków, uzyskując status platynowej płyty oraz docierając na 3. miejscu listy sprzedaży OLiS.
W 2024 roku BE Records kontynuowało swoją misję wspierania artystów w ambitnych projektach. Przykładem takiej współpracy jest wspólna EP-ka Young Leosi i bambi, zatytułowana „PG$”. Wydanie to osiągnęło ogromny sukces, zdobywając status podwójnej platynowej płyty oraz znajdując się na 2. miejscu na liście OLiS, potwierdzając tym samym rosnącą pozycję BE Records na rynku.
W 2024 roku Baila Ella wydało, oprócz minialbumu „PG$”, album studyjny, pt. „Atmosfera” autorstwa Young Leosi, który był debiutem piosenkarki oraz którego premiera była w dniu 24 października. Płyta w przedsprzedaży uzyskała status platynowej płyty, co artystka pokazała na swoim profilu w serwisie Instagram.
W styczniu 2024 w szeregach BE Records pojawiła się nowa twarz – Zuziula, a właściwie Zuzanna Imianowska, która zdobyła rozpoznawalność jako hypemanka Young Leosi. 27 listopada 2024 zadebiutowała w wytwórni singlem „Stalowa Wola”, zapowiadając nowy rozdział swojej muzycznej kariery.
W 2025 roku Bambi wraz z BE Records wydała 6 lutego drugi album studyjny, pt „Trap or die”, którego czas sprzedaży rozpoczął się 7 lutego 2025.
25 lipca 2025 Young Leosia, podczas tegorocznego występu na Sun Festival, ogłosiła nową członkini wytwórni BE Records – 17-letnią Olindę.

## Dyskografia
| Rok  | Artysta                   | Tytuł albumu | Najwyższa pozycja na liście | Najwyższa pozycja na liście | Najwyższa pozycja na liście | Certyfikat                 | Sprzedaż       | Data wydania         |
| Rok  | Artysta                   | Tytuł albumu | OLiS                        | OLiS stream.                | OLiS fizycznie              | Certyfikat                 | Sprzedaż       | Data wydania         |
| ---- | ------------------------- | ------------ | --------------------------- | --------------------------- | --------------------------- | -------------------------- | -------------- | -------------------- |
| 2023 | Bambi                     | In real life | 3                           | 3                           | 4                           | - ZPAV: 2× platynowa płyta | - POL: 60 000+ | 17 listopada 2023    |
| 2024 | PG$ (Young Leosia, Bambi) | PG$          | 2                           | 1                           | 3                           | - ZPAV: 3× platynowa płyta | - POL: 90 000+ | 7 marca 2024         |
| 2024 | Young Leosia              | Atmosfera    | 3                           | 4                           | 3                           | - ZPAV: platynowa płyta    | - POL: 30 000+ | 24 października 2024 |
| 2025 | Bambi                     | Trap or die  | 1                           | 1                           | 1                           | - ZPAV: platynowa płyta    | - POL: 30 000+ | 6 lutego 2025        |